# Haplochromis vonlinnei
Haplochromis vonlinnei van Oijen & de Zeeuw, 2008, è un pesce d'acqua dolce appartenente alla famiglia Cichlidae, sottofamiglia Pseudocrenilabrinae.

## Diffusione e habitat
Questa specie è endemica del lago Vittoria, in Africa.

## Descrizione
Raggiunge una lunghezza massima di 16 cm.

## Alimentazione
Specie piscivora, si è specializzata nella predazione di altri Haplochromis.